# Государственные краткосрочные облигации
Государственные краткосрочные облигации (сокр. ГКО), или официально государственные краткосрочные бескупонные облигации Российской Федерации — государственные ценные бумаги, эмитентом которых выступало Министерство финансов Российской Федерации. ГКО выпускались в виде именных дисконтных облигаций в бездокументарной форме (в виде записей на счетах учёта). Генеральным агентом по обслуживанию выпусков ГКО выступал Центральный банк Российской Федерации.
ГКО выпускались на разные сроки — от нескольких месяцев до года — отдельными выпусками в соответствии с «Основными условиями выпуска государственных краткосрочных бескупонных облигаций Российской Федерации», утверждёнными Постановлением Правительства РФ от 8 февраля 1993 года № 107. Для каждого выпуска могли отдельно устанавливаться ограничения для потенциальных владельцев. Выпуск считался состоявшимся, если в процессе размещения было продано не менее 20 % количества предполагавшихся к выпуску ГКО. Непроданные ГКО могли реализовывать позднее. Также был возможен досрочный выкуп ГКО на вторичном рынке.
Воплощение и функционирование ГКО обычно связывают с именами Андрея Козлова, который в 1992 году возглавлял управление ценных бумаг Центрального банка РФ, и Беллы Златкис, которая с 1991 по 1998 годы занимала должность начальника Департамента ценных бумаг и фондового рынка Министерства финансов РФ.
Доход формировался как разница между ценой погашения (номиналом) и ценой покупки.
Основой экономической модели ГКО стал механизм финансовой пирамиды, аналогичный схеме действия МММ.
По оценке Михаила Хазина, «это была самая крупная финансовая афера за все постсоветское время».

## Введение ГКО
В июле 1992 года Банк России по результатам конкурса среди российских бирж поручил Московской межбанковской валютной бирже (ММВБ) создание и поддержание технологической части рынка ГКО — торговой, расчётной и депозитарной систем. Впоследствии размещение облигаций и заключение всех сделок с ГКО на вторичном рынке было организовано через торговую систему ММВБ.
Первый выпуск ГКО состоялся 18 мая 1993 года. Из трёхмесячных облигаций на общую сумму в 1 млрд рублей было продано ценных бумаг на сумму 885,4 млн руб.

## Развитие рынка ГКО
На начальном этапе спрос на ГКО был низким в связи с высокой инфляцией и закрытостью ГКО для иностранцев. Сумма выручки от реализации ГКО в 1994 году составила 12,8 трлн рублей. В 1997 году — 32 трлн руб., из них 44,2 % было направлено на покрытие бюджетного дефицита. На 1 января 1998 года общий объём по номиналу находящихся в обращении ГКО составлял 272 612 млрд р. К 1998 году рынок ГКО стал основным источником финансирования дефицита российского бюджета. Правительство России через дочерние структуры Центробанка создавало дополнительный спрос на ГКО за счёт средств, полученных от этого же рынка. Это обеспечивало уверенность иностранных инвесторов в надёжности инструмента ГКО и пополнение золотовалютных резервов России валютой, которую иностранцы обменивали на рубли для покупки ГКО.
В период с мая 1993 по сентябрь 1994 года номинал одной облигации составлял 100 тыс. рублей, с октября 1994 по декабрь 1997 года — 1 млн рублей, с января 1998 года — 1 тыс. деноминированных рублей.
С 1 апреля 1998 года функции депозитария по ГКО выполнял «Национальный депозитарный центр».
17 августа 1998 года был объявлен технический дефолт по ГКО, доходность по которым непосредственно перед кризисом достигала 140 % годовых. После экономического кризиса 1998 года вложения в ГКО обесценились (в долларовом выражении) в три раза, к тому же государство заморозило все выплаты по своим казначейским обязательствам до февраля 1999 года.

## Оценка последствий выпуска ГКО
Генеральный прокурор Российской Федерации в 1995—2000 годах Юрий Скуратов считает, что стратегической ошибкой была ориентация на краткосрочные и высокодоходные облигации (до 60 %, при обычной доходности аналогичных ценных бумаг 4-5 % годовых). Полученные в результате средства были совершенно непригодны для финансирования долгосрочных направлений — промышленности, сельского хозяйства, создания высоких технологий и иных сфер экономики, не приносящих очень быстрой большой прибыли. Игроки на рынке ГКО получали такую большую прибыль, что было бессмысленно заниматься реальным производством. Однако эти моменты были заложены в «Концепцию развития рынка ценных бумаг в Российской Федерации». До 70 % западных кредитов уходило на спекуляции с облигациями ГКО, а не в реальный сектор экономики.
К декабрю 1997 года выяснилось, что доходов от размещения новых ГКО не хватает на выплаты по старым. Вместо экстренных мер по укреплению рынка было сделано противоположное: сняли ограничения для иностранцев, и вскоре треть всех ценных бумаг оказалась в их руках. Облигации продавались по цене 50-60 % от номинальной, а уже через несколько месяцев государство выплачивало владельцу полную стоимость. С 1 января 1998 года были сняты все ограничения на вывоз капитала. В итоге вместо притока произошёл сильный отток валюты — все деньги вывезли, национальная валюта обесценилась, рынок ГКО обвалился, произошёл дефолт августа 1998 года.
После того, как Государственная Дума и Совет Федерации обратились в Генеральную прокуратуру, были изучена информация по купле-продаже ГКО. В расследовании участвовали МВД и представители Министерства финансов. Данные о сделках на межбанковской валютной бирже были обработаны на компьютере, и оказалось, что спекуляции на рынке ГКО привели к обогащению порядка 780 государственных чиновников, не имевших права заниматься данной деятельностью.
Одной из причин дефолта стало нецелевое использование кредита Международного валютного фонда, выделенного на поддержание курса рубля. По мнению Скуратова, первая часть кредита (4,8 млрд долларов США) была похищена после её перевода из США, но ещё до поступления в РФ (с. 260—270).
А по мнению Роберта Рубина, министра финансов США, эти деньги перед хищением всё же успели дойти до Центрального банка РФ. Руководитель Счётной палаты Степашин заявил, что он «не знает», куда делись выделенные МВФ деньги, и направил своих представителей в Швейцарию для прояснения вопроса. По другим данным, деструктивные действия правительства Кириенко стали причиной снижения размера первой части займа до 4,8 млрд долларов США. Директор Института экономического анализа считает, что в период обострения проблем ЦБ РФ поддерживал не столько правительство, сколько коммерческие банки; и что полученный кредит общим размером 9,8 млрд долларов США был использован неэффективно: "Центральный банк продал валюты (в середине 1998 г. — прим.) на 9,4 млрд долл., из которых только 2,5 млрд прошло через валютные биржи. Львиная же доля валюты — около 6,9 млрд долл. — была продана непосредственно банкам, минуя биржевой рынок.